# Atoka (Tennessee)
Atoka – miasto w Stanach Zjednoczonych, w stanie Tennessee, w hrabstwie Tipton.